# 赵恒元
赵恒元（1915年2月—1994年2月11日），男，山西寿阳人，中国物理学家、教育家，曾任陕西师范大学副校长、教授。